# 二重関節
関節過可動性（かんせつかかどうせい）, 又は 二重関節（にじゅうかんせつ）とは、可動域が先天的に通常のヒトより広い関節のことをいう。そのように通常の限界を超えて関節の可動域の広い人を「二重関節の持ち主」といい、確率的には20人に1人程度と言われる。「親指が手の甲につく」というのも二重関節の一種。
関節の可動域が大きいため身体が非常に柔軟であり、180°開脚などの「普通の人が必死に訓練してやっと出来るようになる動き」が最初から何の苦もなく可能であり、更に訓練を重ねれば通常人には到底不可能なポーズをとることすら可能になる。新体操の選手や雑技団の人はこの体質であることが絶対条件、バレエダンサーやフィギュアスケート選手などでも必須ではないが圧倒的に有利な身体条件となる。
一方で、本来ヒトの身体では動くはずのない範囲までどこまでも関節が動いてしまう場合もあり、骨と骨がぶつかったり、脊椎を傷めたりするなどの故障を起こしやすいという欠点もある。
現在世界で活躍し、二重関節として知られているバレリーナには、上野水香、シルヴィ・ギエム、アリーナ・ソーモワ、ナタリア・オシポワなどがいる。

## その他
実在の生物やロボットを模した可動フィギュアにおいて、モチーフが持つ可動域を実現するために、回転軸が2つあるパーツを1つの関節に対して用いることがあり、このパーツを二重関節という。
　　　　　　　　　　　　　　